# Phorocera assimilis
Phorocera assimilis är en tvåvingeart som först beskrevs av Fallen 1810.  Phorocera assimilis ingår i släktet Phorocera och familjen parasitflugor. Arten är reproducerande i Sverige. Inga underarter finns listade i Catalogue of Life.